# Anthenea
Genre
Anthenea est un genre d'étoiles de mer de la famille des Oreasteridae.

## Description et caractéristiques

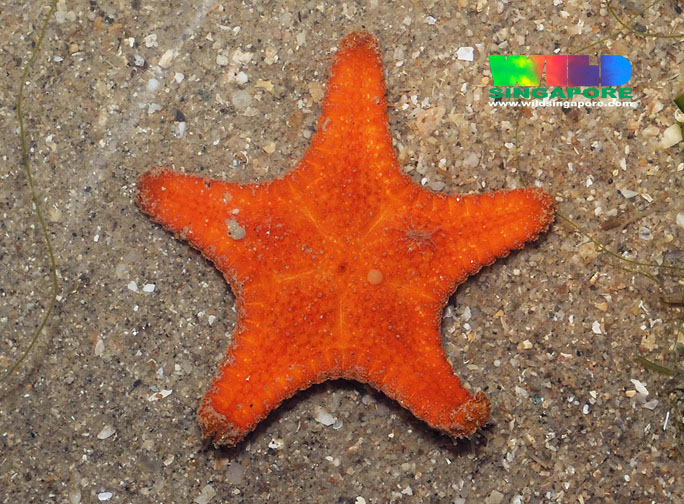
Anthenea aspera orange.

Ce sont des étoiles trapues et pentagonales. Les bras sont courts, très arrondis à la pointe. La peau est épaisse, dissimulant les plaques abactinales au moins chez les spécimens matures, et les rendant moins anguleuses. On y note des granules marginaux plus ou moins grossiers. Les plaques et tubercules primaires ne sont plus grands que les autres au niveau carinal. Les plaques adambulacraires comportent au moins trois séries d'épines.
Les genres proches Gymnanthenea et Goniodiscaster peuvent être sources de confusion. 
Les espèces de ce genre se rencontrent essentiellement dans l'océan Pacifique ouest, et plus précisément la région indonésienne : on n'en connaît pas d'observation à l'ouest de la mer d'Andaman, et une seule espèce est signalée à l'est du Vanuatu.

## Liste d'espèces
Selon World Register of Marine Species (1 octobre 2014) :
- Anthenea acanthodes H.L. Clark, 1938 -- Australie tropicale
- Anthenea aspera Döderlein, 1915 -- Région indonésienne et Australie tropicale
- Anthenea australiae Döderlein, 1915 -- Australie
- Anthenea conjugens Döderlein, 1935 -- Australie occidentale
- Anthenea crassa H.L. Clark, 1938 -- Nord et nord-est de l'Australie
- Anthenea crudelis Döderlein, 1915
- Anthenea diazi Domantay, 1969
- Anthenea edmondi A.M. Clark, 1970 -- Sud-est de l'Australie
- Anthenea elegans H.L. Clark, 1938 -- Nord de l'Australie
- Anthenea flavescens (Gray, 1840) -- Du Japon à la Nouvelle-Zélande
- Anthenea godeffroyi Döderlein, 1915 -- Nord-ouest de l'Australie
- Anthenea grayi Perrier, 1875
- Anthenea mertoni Koehler, 1910 -- Nord de l'Australie
- Anthenea mexicana A.H. Clark, 1916 -- Golfe de Californie
- Anthenea obesa H.L. Clark, 1938 -- Australie occidentale
- Anthenea pentagonula (Lamarck, 1816) -- Mer d'Andaman, mer de Chine et Australie septentrionale
- Anthenea polygnatha H.L. Clark, 1938 -- Nord-ouest de l'Australie
- Anthenea regalis Koehler, 1910 -- Inde, Thaïlande, Indonésie, Malaisie et Australie septentrionale
- Anthenea rudis Koehler, 1910
- Anthenea sibogae Döderlein, 1915 -- Nord de l'Australie, Indonésie et Papouasie
- Anthenea tuberculosa Gray, 1847 -- Nord de l'Australie, Indonésie et Papouasie
- Anthenea viguieri Döderlein, 1915 -- Nord de l'Australie et Indonésie

## Galerie

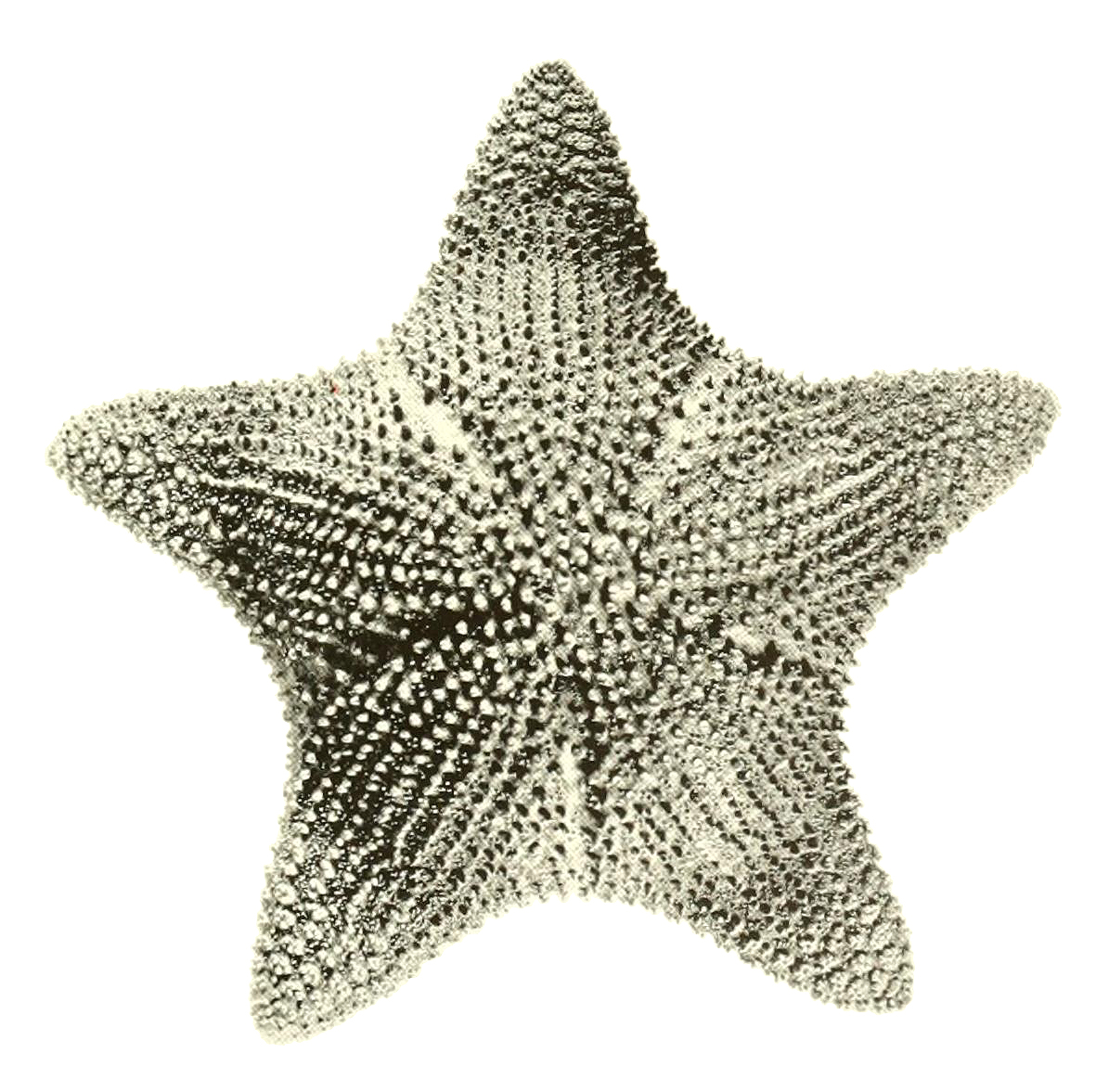
Anthenea acanthodes.
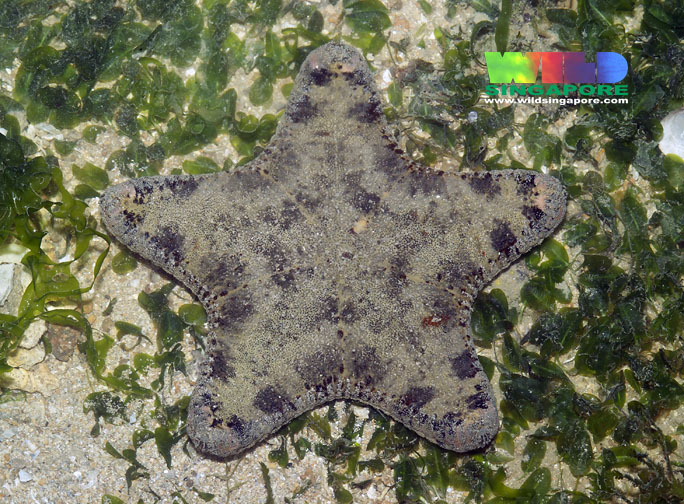
Anthenea aspera.
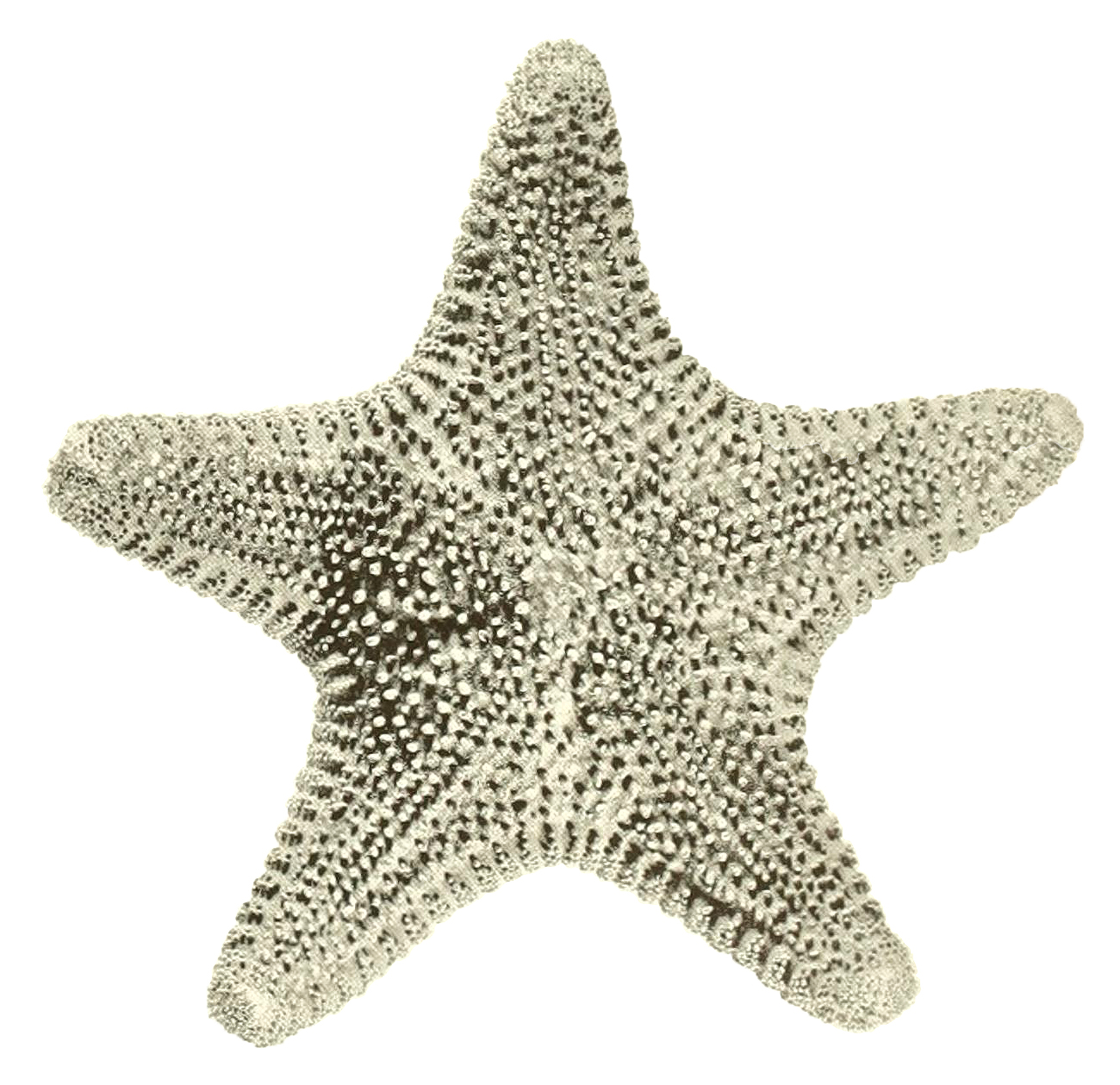
Anthenea crassa.
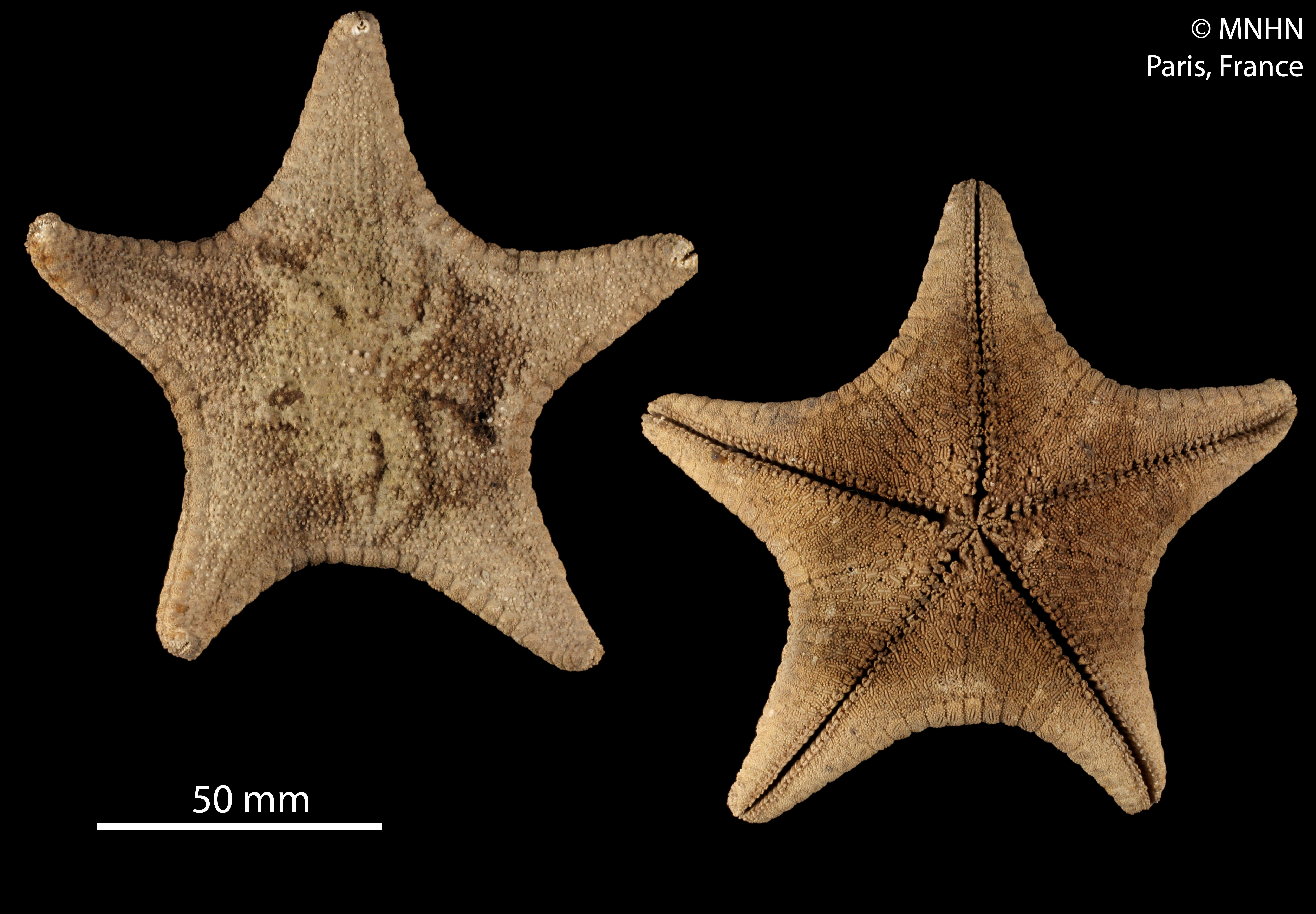
Anthenea edmondi (MNHN).
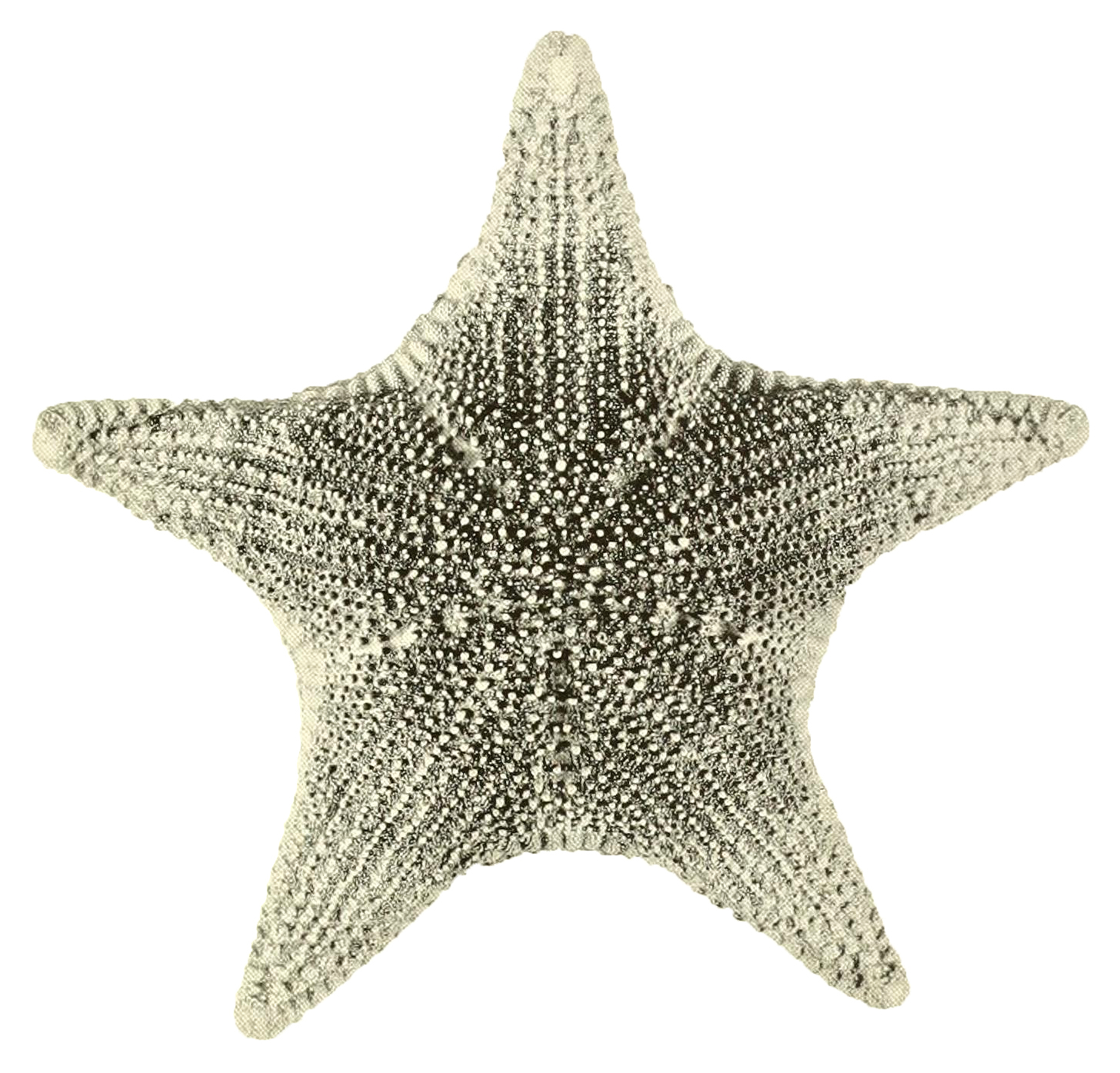
Anthenea elegans.
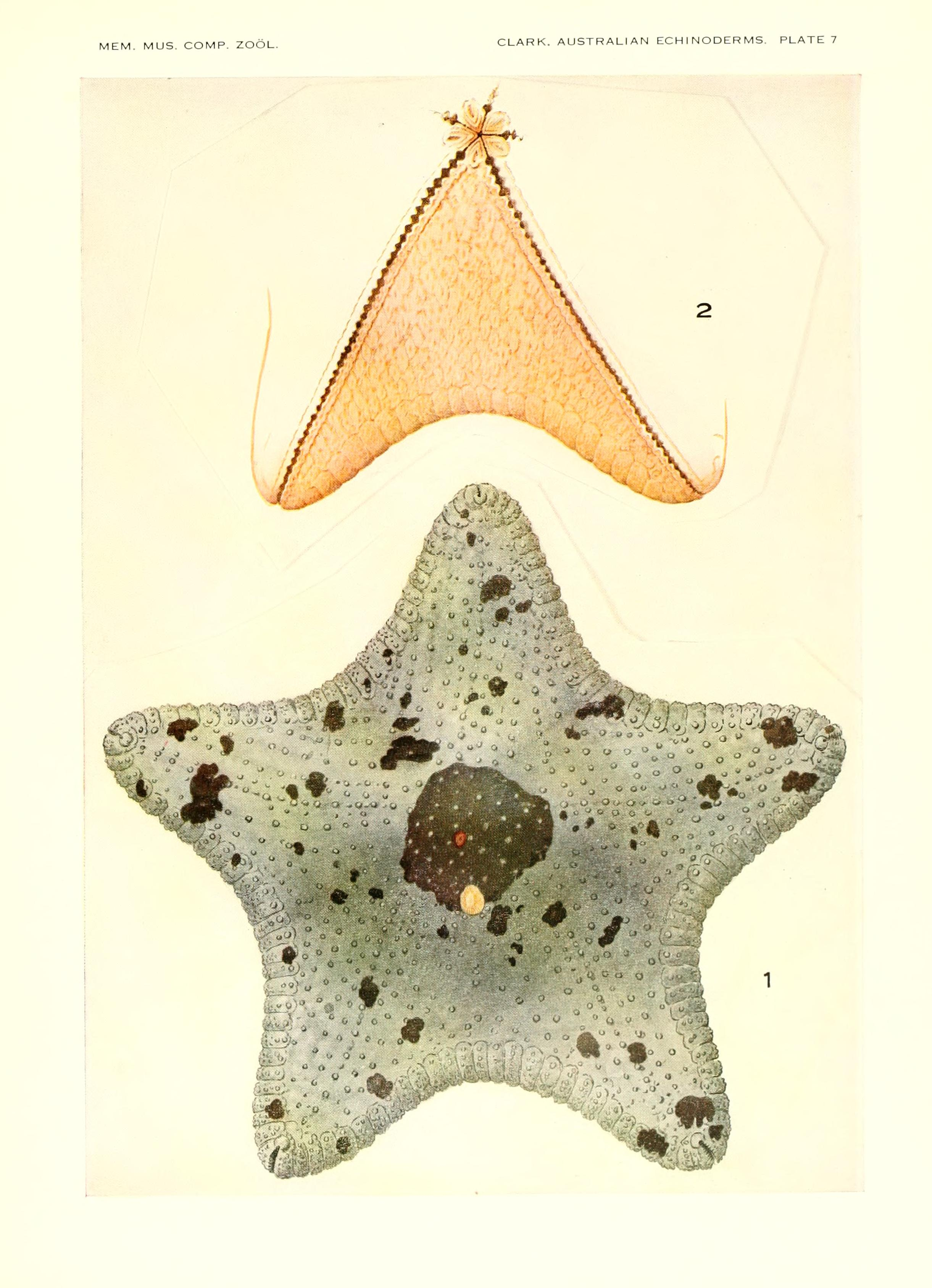
Anthenea mertoni.
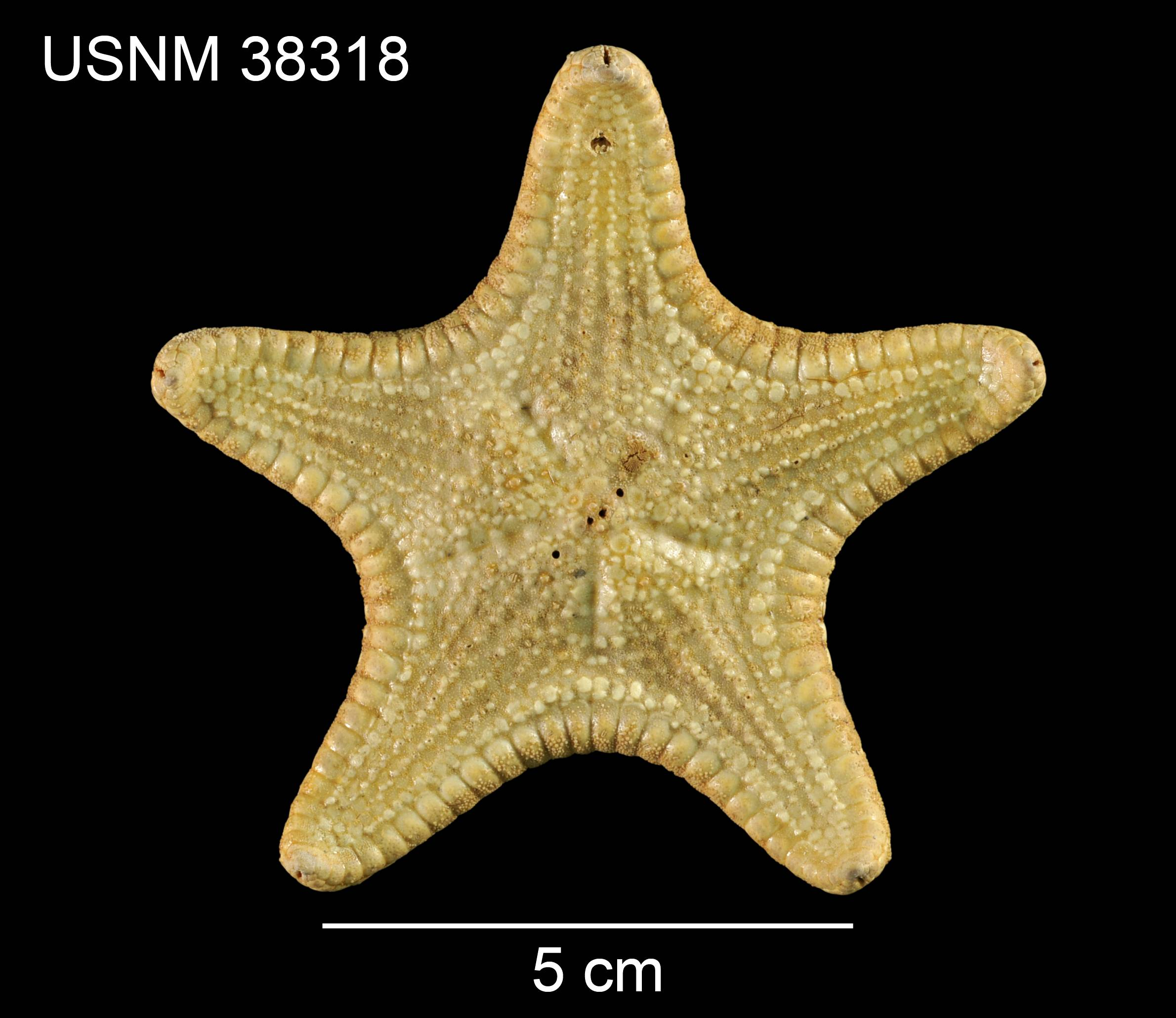
Anthenea mexicana.
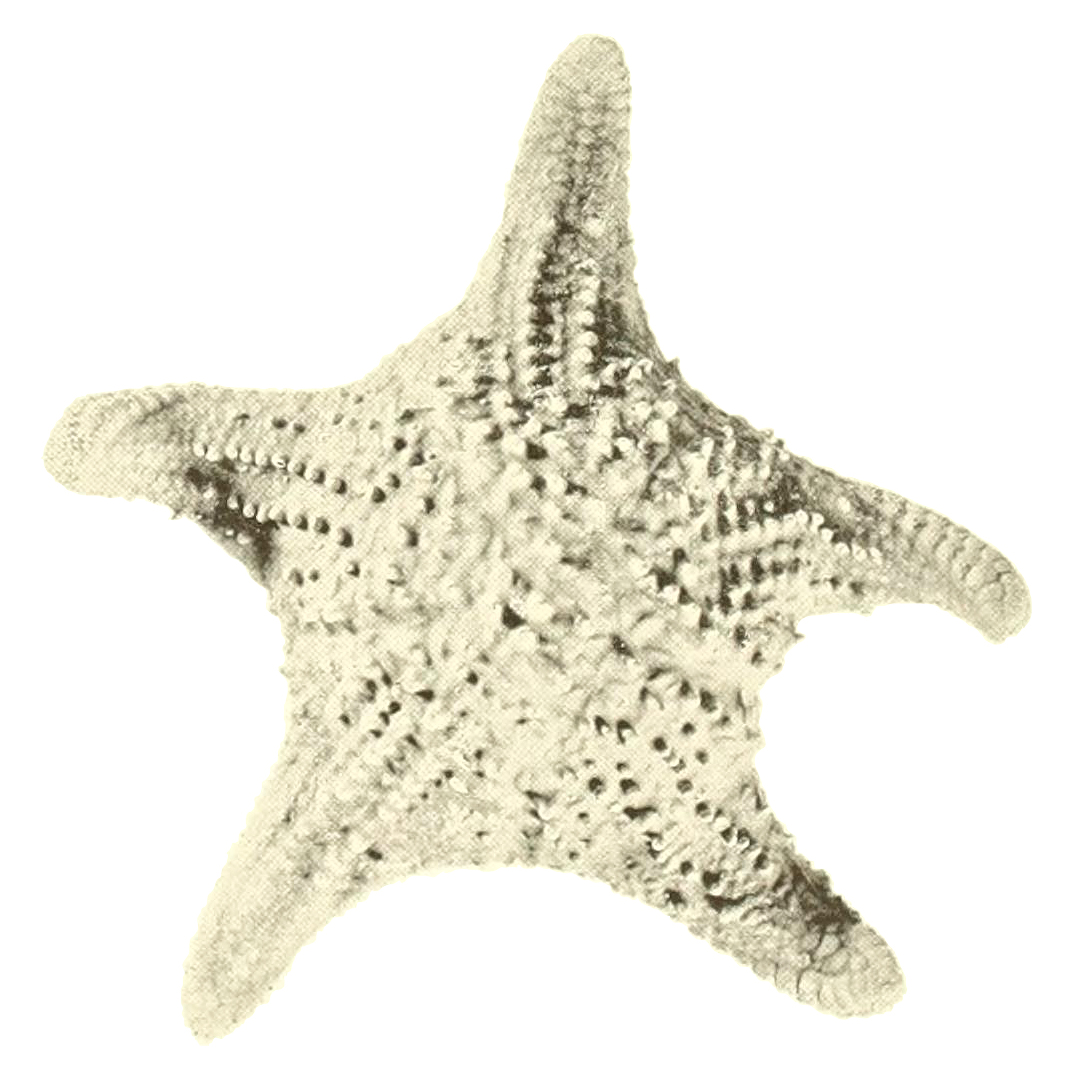
Anthenea obesa.
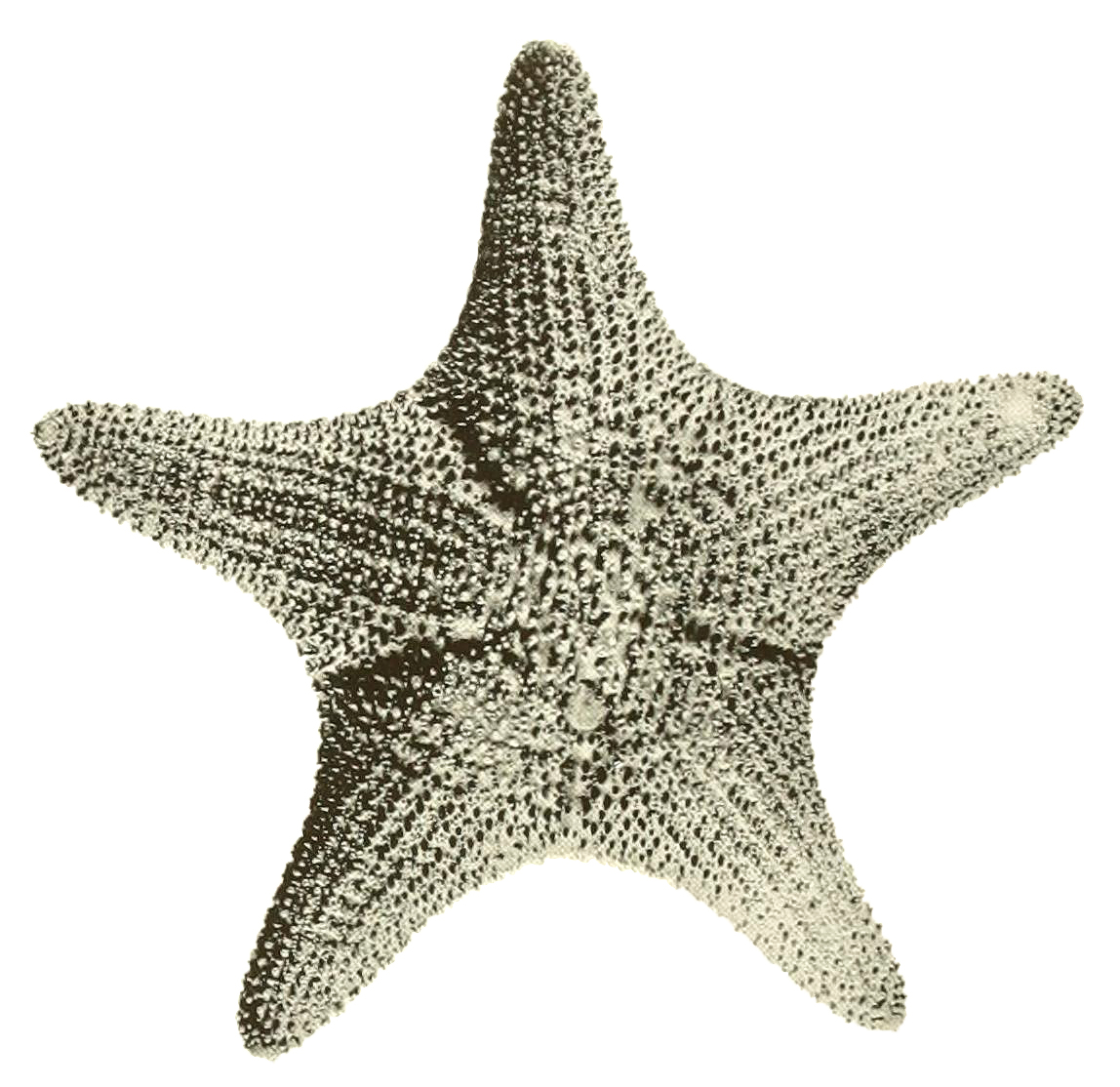
Anthenea polygnatha.
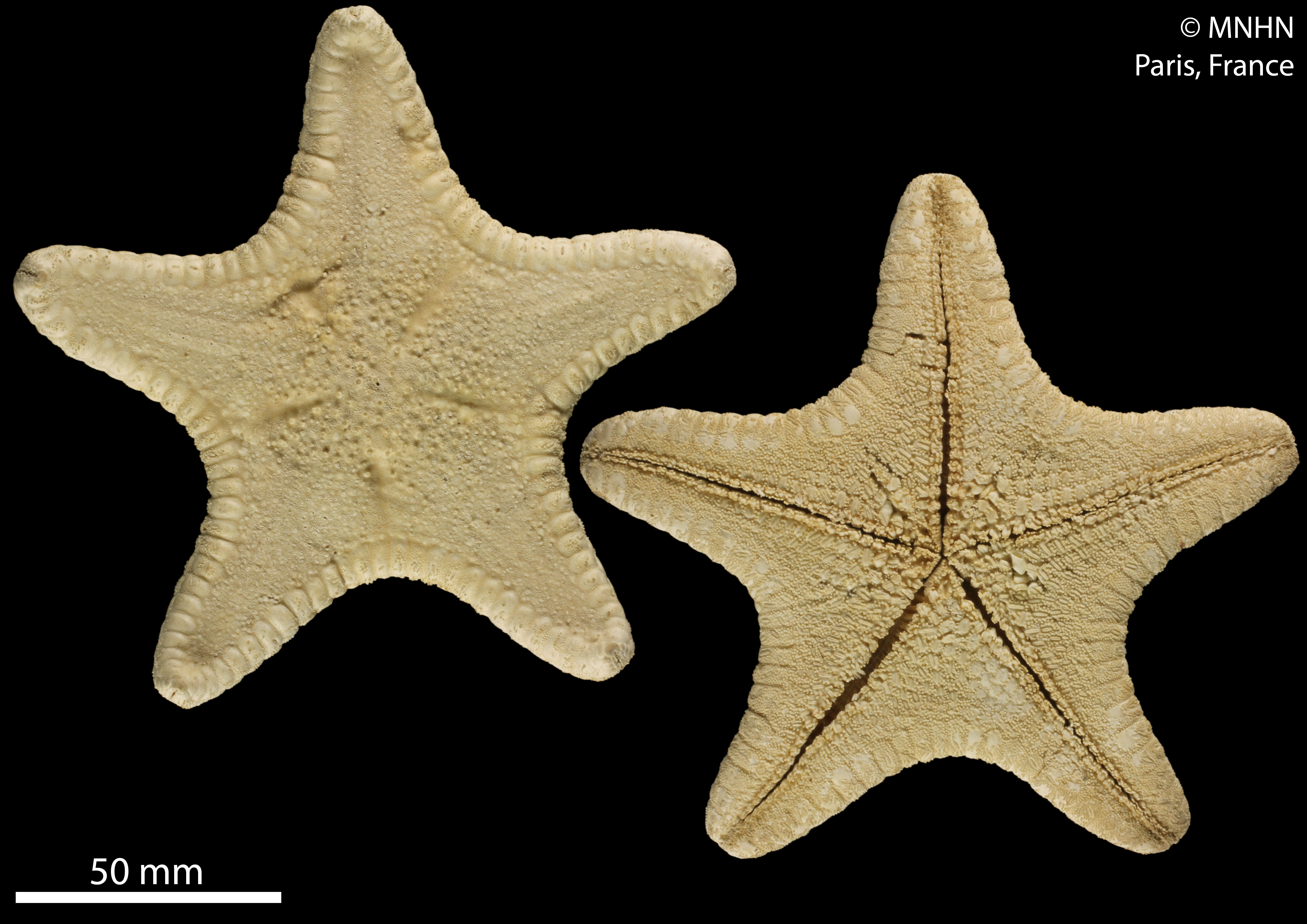
Anthenea pentagonula (MNHN).